# Principi d'incertesa de Heisenberg

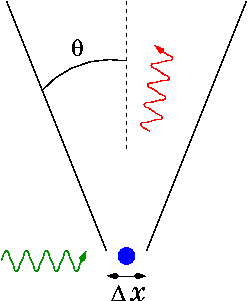
Gràfic del principi d'incertesa de Heisenberg

El principi d'incertesa de Heisenberg o, més correctament, principi d'indeterminació de Heisenberg postula que no es pot saber, alhora i amb total precisió, el valor de certs objectes observables, com per exemple la posició i el moment d'una partícula. El principi d'incertesa és un dels principis més importants de la mecànica quàntica i va ser formulat per Werner Heisenberg el 1927. Segons Heisenberg, no és possible precisar la posició d'una partícula quàntica, ja que aquestes "no tenen una extensió fixa" i, per tant, "no són pas corpuscles localitzats" i no té sentit parlar de quina és la seva posició.
En qualsevol mesura que fem, sempre s'associa un error experimental. Aquest error és degut al fet que s'empra un aparell de mesura i que, per tant, aquest no és "perfecte". Per exemple, si es vol mesurar la llargada d'una taula es pot fer servir un regle. A aquesta mesura, se li assigna un error d'un mil·límetre (si aquest està graduat en mil·límetres), ja que és l'error mínim que es pot comprovar en mesurar la llargada de la taula amb aquest aparell. Si es vol incrementar la precisió en la mesura, cal fer servir un regle més precís. No obstant, continuarà existint encara un cert error a la mesura.
Una manera d'avaluar l'error fet en les mesures és generar una sèrie d’amidaments. A l’exemple anterior, es pot mesurar la llargada d'un conjunt de taules idèntiques entre sí. Si es dibuixa la freqüència de les mesures fetes, seguiran una certa distribució estadística. Aquesta distribució segueix una distribució gaussiana caracteritzada per un valor mitjà, que correspon a la llargada de la taula, i una desviació estàndard, que mesura la dispersió de les diverses mesures respecte del valor mitjà.

## Formulació del principi d'incertesa
El principi d'incertesa estableix la relació entre les desviacions estàndard dels objectes observables (o més intuïtivament, dels errors en mesurar els objectes observables). Segons aquest, per a dues variables conjugades amb desviacions estàndard Δ1 i Δ2 respectivament, no podrem reduir Δ1 més enllà d'un límit sense incrementar Δ2 i viceversa. Exemples de variables conjugades són el moment i la posició, i l'energia i el temps de les partícules.
Per exemple, si es preparen diverses còpies d'un sistema en un estat quàntic determinat i després mesurem la posició i el moment d'aquestes còpies, llavors els valors d'aquestes variaran d'acord amb l'anomenada distribució de probabilitat. Les mesures de l'objecte observable tindran desviació estàndard Δx de la posició i el moment Δp. El principi d'incertesa dona una relació entre aquestes dues i matemàticament s'expressa com: 
{\displaystyle \Delta x\cdot \Delta p\geq {\frac {\hbar }{2}}}
en què {\displaystyle \hbar } és la constant de Planck reduïda o constant de Dirac {\displaystyle \left({\frac {h}{2\pi }}\right)}. No es pot disminuir indefinidament Δx sense incrementar necessàriament Δp i viceversa.
En la mecànica quàntica, aquest és un postulat fonamental i no es refereix únicament a l'error que es produeix en mesurar, sinó a un error intrínsec que no es pot superar. Per a l'energia i el temps es té:
{\displaystyle \Delta E\cdot \Delta \tau \geq {\frac {\hbar }{2}}}

### Expressió general de la relació d'indeterminació
A més de les dues formes anteriors hi ha altres desigualtats com la que afecta les components Ji del moment angular total d'un sistema:

{\displaystyle \Delta J_{i}\Delta J_{j}\geq {\frac {\hbar }{\left|\left\langle J_{k}\right\rangle \right|}}}

On i, j, k són diferents i Ji denota la component del moment angular al llarg de l'eix xi.
Més generalment si en un sistema quàntic hi ha dues magnituds físiques a i b representades pels operadors o observables denotats com {\displaystyle {\hat {A}},{\hat {B}}}, en general no serà possible preparar una col·lecció de sistemes tots ells a l'estat {\displaystyle \Psi \;}, on les desviacions estàndard de les mesures de a i b no satisfacin la condició:

{\displaystyle \Delta _{\Psi }{\hat {A}}\cdot \Delta _{\Psi }{\hat {B}}\geq {\frac {1}{2}}\left|\langle \Psi |[{\hat {A}},{\hat {B}}]|\Psi \rangle \right|}

### Demostració
L'expressió general de la relació d'indeterminació es dedueix dels postulats I i III de la mecànica quàntica. La demostració específica que hi ha magnituds que no es poden conèixer amb precisió arbitrària utilitza també i de manera crítica el postulat VI. Si dos observables {\displaystyle A} i {\displaystyle B}, vénen donats per operadors que no commuten {\displaystyle [A,B]\neq 0} llavors existirà un límit finit a la precisió amb què es poden determinar ambdues magnituds observables.
Per provar el principi d'indeterminació de Heisenberg, suposem dos observables {\displaystyle A} i {\displaystyle B} qualsevol i suposem un estat quàntic {\displaystyle |\psi \rangle } (un element d'un espai de Hilbert) tal que els vectors d'estat pertanyin al domini de definició de tots dos observables, és a dir, {\displaystyle \{|\psi \rangle ,A|\psi \rangle ,B|\psi \rangle \}\ \subset \ D(A)\cap D(B)}. En aquesta situació es pot demostrar la forma general del principi d'incertesa:

(1){\displaystyle \Delta _{\psi }A\cdot \Delta _{\psi }B\geq {\frac {1}{2}}|\langle \psi |[A,B]|\psi \rangle |}

On:
{\displaystyle \Delta _{\psi }A=[\langle A^{2}\rangle _{\psi }-\langle A\rangle _{\psi }^{2}]^{1/2}} és la «incertesa», mesurada com a desviació estàndard del valor d'una mesura de {\displaystyle A} sobre l'estat {\displaystyle |\psi \rangle }.
{\displaystyle \Delta _{\psi }B=[\langle B^{2}\rangle _{\psi }-\langle B\rangle _{\psi }^{2}]^{1/2}} és la «incertesa» corresponent a una mesura de {\displaystyle A} sobre el mateix estat {\displaystyle |\psi \rangle }.
{\displaystyle [A,B]=AB-BA\,}, el commutador d'ambdós observables.
Per demostrar la relació (1), definim dos nous operadors autoadjunts a partir de {\displaystyle A} i {\displaystyle B}, mitjançant les relacions següents:

{\displaystyle {\bar {A}}=A-\langle A\rangle _{\psi },\qquad {\bar {B}}=B-\langle B\rangle _{\psi }}

A partir d'ells es pot construir una funció, que necessàriament prendrà valors sobre els nombres reals mitjançant la relació:

{\displaystyle y(\lambda )=\langle \psi |({\bar {A}}-i\lambda {\bar {B}})({\bar {A}}+i\lambda {\bar {B}})|\psi \rangle =\|({\bar {A}}+i\lambda {\bar {B}})\psi \|^{2}\geq 0}

El fet que la funció sigui real es deriva de ser igual a la norma vectorial de l'estat {\displaystyle ({\bar {A}}+i\lambda {\bar {B}})\psi } (ja que la norma d'un vector sempre és un nombre real positiu). Ara desenvolupant el producte escalar dins de l'expressió anterior, tenim:

(2){\displaystyle y(\lambda )=\langle \psi |{\bar {B}}^{2}\psi \rangle \lambda ^{2}+\langle \psi |i[{\bar {A}},{\bar {B}}]\psi \rangle \lambda +\langle \psi |{\bar {A}}^{2}\psi \rangle }

Tenint en compte ara que:
1. {\displaystyle [{\bar {A}},{\bar {B}}]=[A,B]}
2. {\displaystyle \Delta _{\psi }A^{2}=(\langle \psi |A^{2}\psi \rangle -\langle \psi |A\psi \rangle ^{2})=(\langle A^{2}\rangle _{\psi }-\langle A\rangle _{\psi }^{2})}
3. {\displaystyle \Delta _{\psi }B^{2}=(\langle \psi |B^{2}\psi \rangle -\langle \psi |B\psi \rangle ^{2})=(\langle B^{2}\rangle _{\psi }-\langle B\rangle _{\psi }^{2})}

L'equació (2) pot ser reescrita com:

(3){\displaystyle y(\lambda )=(\Delta _{\psi }B)^{2}\lambda ^{2}+\langle \psi |i[A,B]\psi \rangle \lambda +(\Delta _{\psi }A)^{2}}

Com que {\displaystyle [A,B]} és un operador hermític, els coeficients de la funció polinòmica anterior són reals i, com que l'expressió anterior és positiva per a tot valor de {\displaystyle \lambda }, necessàriament, el discriminant del polinomi quadràtic associat ha de ser negatiu (ja que no tindrà arrels reals):

(4){\displaystyle \langle \psi |i[{A},{B}]|\psi \rangle ^{2}-4(\Delta _{\psi }A)^{2}(\Delta _{\psi }B)^{2}\leq 0}

Reordenant i obtenint arrels quadrades a l'equació anterior s'obté precisament l'equació (1). Si es particularitza l'equació (1) per al moment i la posició, prenent {\displaystyle A=X,\ B=P}, tenim:

{\displaystyle (\Delta _{\psi }X)(\Delta _{\psi }P)\geq {\frac {1}{2}}|\langle \psi \left|[X,P]\right|\psi \rangle |={\frac {1}{2}}|\langle \psi \left|i\hbar \ \right|\psi \rangle |={\hbar  \over 2}}

## Inicis de la mecànica quàntica i el principi d'indeterminació
A principis del segle xx, la física va conèixer dues grans revolucions; l'una amb el naixement de la teoria de la relativitat i l'altra amb el naixement de la mecànica quàntica. Un fet que va marcar la mecànica quàntica, a diferència de la teoria de la relativitat, formulada bàsicament per Albert Einstein, és que va tenir moltes contribucions importants de diferents físics, entre ells el mateix Albert Einstein. Això va fer que en sorgissin una sèrie d'interpretacions diferents. La més acceptada comunament és la interpretació de Copenhaguen, formulada entre d'altres per Niels Bohr i Werner Heisenberg. Aquesta interpretació creu en la veracitat del principi d'incertesa de Heisenberg.
Altres físics molt importants, com Albert Einstein, Erwin Schrödinger o Louis de Broglie, pensaven diferentment i, malgrat haver fet moltes i importants aportacions a la mecànica quàntica, avui formulada segons la interpretació de Copenhaguen, no hi estaven d'acord. Un exemple d'això és el famós article d'Einstein-Podolsky-Rosen, conegut com a paradoxa EPR, en què es qüestiona que la mecànica quàntica sigui una teoria completa i refuten, per tant, el principi d'incertesa.
En aquest marc, en què els millors físics del segle xx es van involucrar en un cantó o l'altre, Einstein i Bohr van mantenir un debat molt important, en què els anomenats gedanke Experimente (experiments mentals) van jugar un rol molt important. Aquests experiments mentals intentaven refutar, arribant a absurds o paradoxes, o donar suport a la mecànica quàntica. És en aquest context que Einstein va dir la seva famosa frase: "no crec que Déu decidís jugar als daus amb l'univers". La rèplica de Bohr va ser: "Einstein, no li diguis a Déu el que ha de fer".

## Conseqüències de la relació d'indeterminació
Aquest principi suposa un canvi bàsic en la naturalesa de la física, ja que es passa d'un coneixement absolutament precís (en teoria encara que no a la pràctica), al coneixement basat només en probabilitats. Encara que a causa de la petitesa de la constant de Planck, al món macroscòpic la indeterminació quàntica és gairebé sempre completament menyspreable, i els resultats de les teories físiques deterministes, com la teoria de la relativitat, segueixen tenint validesa en tots casos pràctics d'interès.
Les partícules, en mecànica quàntica, no segueixen trajectòries definides. No es pot conèixer exactament el valor de totes les magnituds físiques que descriuen l'estat de moviment de la partícula en cap moment, sinó només una distribució estadística. Per tant, no és possible assignar una trajectòria a una partícula. Sí que es pot dir que hi ha una probabilitat determinada que la partícula es trobi en una determinada regió de l'espai en un moment determinat.
Comunament es considera que el caràcter probabilístic de la mecànica quàntica invalida el determinisme científic. No obstant això, hi ha diverses interpretacions de la mecànica quàntica i no totes arriben a aquesta conclusió. Segons puntualitza Stephen Hawking, la mecànica quàntica és determinista en si mateixa, i és possible que l'aparent indeterminació sigui perquè realment no hi ha posicions i velocitats de partícules, sinó només ones. Els físics quàntics intentarien llavors ajustar les ones a les nostres idees preconcebudes de posicions i velocitats. La inadequació d'aquests conceptes seria la causa de la impredictibilitat aparent. Altres fenòmens deduïbles o connectats amb el principi d'indeterminació de Heisenberg són:
- Efecte túnel
- Energia del punt zero
- Existència de partícules virtuals
- Energia del buit i inexistència del buit absolut.
- Radiació de Hawking i inestabilitat de forats negres

## Intents de refutar el principi d'incertesa
Amb el temps, el debat sobre la mecànica quàntica va perdre intensitat, malgrat que, en certa manera, encara és vigent. Una aproximació diferent, per mirar de superar la visió no determinista de la mecànica quàntica tradicional, és la inclusió de variables ocultes. Una teoria d'aquest estil proposa afegir una sèrie de variables, fins ara no mesurables, i que faria que la mecànica quàntica actual fos només una visió estadística d'una teoria més completa. Sembla clar que, fins i tot, una teoria de variables ocultes ha d'incloure la no localitat observada en la mecànica quàntica. El físic John von Neumann va creure demostrar amb un teorema que una teoria de variables ocultes no era possible si aquesta havia de reproduir els resultats, realment excel·lents, de la mecànica quàntica. Més tard, es va veure que el teorema només descarta un tipus determinat de teoria de variables ocultes.
Una exemple de teoria de variables ocultes, no local però determinista, és la desenvolupada per David Bohm el 1952. Aquesta és coneguda com a mecànica de Bohm i es basa en una reinterpretació de l'equació de Schrödinger en l'equació de Hamilton-Hacobi, ja coneguda en la mecànica clàssica, i que inclou la idea ja formulada per de Broglie de les ones pilot.
En conclusió, es pot dir que, si bé el principi d'incertesa va en contra de l'experiència quotidiana i que alguns físics han mirat de trobar una teoria que la substitueixi, no s'ha trobat cap experiment que el refuti definitivament. També és cert que no s'ha demostrat definitivament la impossibilitat d'una teoria de variables ocultes (tot i que sí que han estat descartades algunes de les possibles teories).